# Jul i Brasilien
Jul i Brasilien präglas av att många av traditionerna kommer från Portugal. Julkrubbor pryder kyrkor och hem, och julspel är vanliga.
Många går på midnattsmässa i kyrkan. Mässan slutar vanligtvis klockan 01.00 på natten, och på juldagen går många till kyrkan igen, då det hålls eftermiddagsgudstjänst. Efter midnatsmässan avlossas fyrverkerier i städerna.
Många jultraditioner är lika de i USA och Storbritannien. Julklapparna delas enligt sägen ut av Papai Noel & Bom Velhinho. Många barn lämnar strumpor vid fönstren, och hoppas få dem utbytta mot julklapparna av Papai Noel.
En populär tradition är att under december månad ge julklappar under hemligt namn, och slutligen på juldagen avslöja vem som låg bakom. En populär julsång är "Noite Feliz", Stilla natt på portugisiska.
Trettondedag jul firas också mycket i Brasilien.

### Fotnoter
1. 1 2 3 4 5 6 7 8  ”Christmas in Brazil” (på engelska). Why Christmas. http://www.whychristmas.com/cultures/brazil.shtml. Läst 13 december 2014.